# Сиудад Лазаро Карденас (Лазаро Карденас)
Сиудад Лазаро Карденас (шп. Ciudad Lázaro Cárdenas) насеље је у Мексику у савезној држави Мичоакан у општини Лазаро Карденас. Насеље се налази на надморској висини од 10 м.

## Становништво
Према подацима из 2010. године у насељу је живело 79200 становника.

### Хронологија
| Година       | 2000                  | 2005                  | 2010                  |
| ------------ | --------------------- | --------------------- | --------------------- |
| Становништво | 73396 (37052 / 36344) | 74884 (36997 / 37887) | 79200 (39261 / 39939) |

### Попис
| \| \| м \| \| \| ж \| \| 0—2 \| 2.251 \| \| \| 2.171 \| \| 3—5 \| 2.271 \| \| \| 2.236 \| \| 6—11 \| 4.524 \| \| \| 4.418 \| \| 12—14 \| 2.261 \| \| \| 2.169 \| \| 15—17 \| 2.428 \| \| \| 2.439 \| \| 18—24 \| 5.031 \| \| \| 5.196 \| \| 60+ \| 1.973 \| \| \| 1.962 \| \| Просек : \| 28,5 \| \| \| 28,9 \| |       |  |  |       |
| |       |  |  |       |
| | м     |  |  | ж     |
| 0—2 | 2.251 |  |  | 2.171 |
| 3—5 | 2.271 |  |  | 2.236 |
| 6—11 | 4.524 |  |  | 4.418 |
| 12—14 | 2.261 |  |  | 2.169 |
| 15—17 | 2.428 |  |  | 2.439 |
| 18—24 | 5.031 |  |  | 5.196 |
| 60+ | 1.973 |  |  | 1.962 |
| Просек : | 28,5  |  |  | 28,9  |

| #   | Индикатор                                                                                        | Вредност |
| --- | ------------------------------------------------------------------------------------------------ | -------- |
| 1   | Становништво од 0 до 2 године                                                                    | 4422     |
| 2   | Мушко становништво од 0 до 2 године                                                              | 2251     |
| 3   | Женско становништво од 0 до 2 године                                                             | 2171     |
| 4   | Становништво са 3 и више година                                                                  | 72648    |
| 5   | Мушко становништво са 3 и више година                                                            | 35959    |
| 6   | Женско становништво са 3 и више година                                                           | 36689    |
| 7   | Становништво са 5 и више година                                                                  | 69572    |
| 8   | Мушко становништво са 5 и више година                                                            | 34408    |
| 9   | Женско становништво са 5 и више година                                                           | 35164    |
| 10  | Становништво са 12 и више година                                                                 | 59199    |
| 11  | Мушко становништво са 12 и више година                                                           | 29164    |
| 12  | Женско становништво са 12 и више година                                                          | 30035    |
| 13  | Становништво са 15 и више година                                                                 | 54769    |
| 14  | Мушко становништво са 15 и више година                                                           | 26903    |
| 15  | Женско становништво са 15 и више година                                                          | 27866    |
| 16  | Становништво са 18 и више година                                                                 | 49902    |
| 17  | Мушко становништво са 18 и више година                                                           | 24475    |
| 18  | Женско становништво са 18 и више година                                                          | 25427    |
| 19  | Становништво од 3 до 5 година                                                                    | 4507     |
| 20  | Мушко становништво од 3 до 5 година                                                              | 2271     |
| 21  | Женско становништво од 3 до 5 година                                                             | 2236     |
| 22  | Становништво од 6 до 11 година                                                                   | 8942     |
| 23  | Мушко становништво од 6 до 11 година                                                             | 4524     |
| 24  | Женско становништво од 6 до 11 година                                                            | 4418     |
| 25  | Становништво од 8 до 14 година                                                                   | 10469    |
| 26  | Мушко становништво од 8 до 14 година                                                             | 5295     |
| 27  | Женско становништво од 8 до 14 година                                                            | 5174     |
| 28  | Становништво од 12 до 14 година                                                                  | 4430     |
| 29  | Мушко становништво од 12 до 14 година                                                            | 2261     |
| 30  | Женско становништво од 12 до 14 година                                                           | 2169     |
| 31  | Становништво од 15 до 17 година                                                                  | 4867     |
| 32  | Мушко становништво од 15 до 17 година                                                            | 2428     |
| 33  | Женско становништво од 15 до 17 година                                                           | 2439     |
| 34  | Становништво од 18 до 24 године                                                                  | 10227    |
| 35  | Мушко становништво од 18 до 24 године                                                            | 5031     |
| 36  | Женско становништво од 18 до 24 године                                                           | 5196     |
| 37  | Женско становништво од 15 до 49 година                                                           | 22997    |
| 38  | Становништво са 60 и више година                                                                 | 3935     |
| 39  | Мушко становништво са 60 и више година                                                           | 1973     |
| 40  | Женско становништво са 60 и више година                                                          | 1962     |
| 41  | Однос између мушкараца и жена                                                                    | 98.3     |
| 42  | Становништво од нуле до 14 година                                                                | 22301    |
| 43  | Становништво од 15 до 64 године                                                                  | 52367    |
| 44  | Становништво од 65 година и више                                                                 | 2402     |
| 45  | Просечан број деце                                                                               | 2.05     |
| 46  | Становништво рођено у ентитету                                                                   | 51591    |
| 47  | Мушко становништво рођено у ентитету                                                             | 25349    |
| 48  | Женско становништво рођено у ентитету                                                            | 26242    |
| 49  | Становништво рођено у другом ентитету                                                            | 24850    |
| 50  | Мушко становништво рођено у другом ентитету                                                      | 12535    |
| 51  | Женско становништво рођено у другом ентитету                                                     | 12315    |
| 52  | Становништво од 5 година и више резидентно у ентитету у јуну 2005. године                        | 62569    |
| 53  | Мушко становништво старосног доба од 5 година и више, резидентно у ентитету у јуну 2005. године  | 30615    |
| 54  | Женско становништво старосног доба од 5 и више година, резидентно у ентитету у јуну 2005. године | 31954    |
| 55  | Становништво од 5 година и више које је живело у другом ентитету у јуну 2005. године             | 5664     |
| 56  | Мушко становништво старије од 5 година које је живело у другом ентитету у јуну 2005. године      | 2976     |
| 57  | Женско становништво старије од 5 година које је живело у другом ентитету у јуну 2005. године     | 2688     |
| 58  | Становништво од 3 године и више које говори аутохтони језик                                      | 711      |
| 59  | Мушко становништво старо 3 године и више које говори аутохтони језик                             | 389      |
| 60  | Женско становништво старо 3 године и више које говори аутохтони језик                            | 322      |
| 61  | Становништво од 3 године и више које говори аутохтони језик и не говори шпански језик            | 10       |
| 62  | Мушко становништво старо 3 године и више које говори аутохтони језик и не говори шпански         | 2        |
| 63  | Женско становништво старо 3 године и више које говори аутохтони језик и не говори шпански језик  | 8        |
| 64  | Становништво старо 3 године и више које говори аутохтони језик и шпански                         | 609      |
| 65  | Мушко становништво старо 3 године и више које говори аутохтони језик и шпански                   | 339      |
| 66  | Женско становништво старо 3 године и више које говори аутохтони језик и шпански                  | 270      |
| 67  | Становништво од 5 година и више које говори аутохтони језик                                      | 698      |
| 68  | Становништво од 5 година и више које говори аутохтони језик и не говори шпански језик            | 8        |
| 69  | Становништво од 5 година и више које говори аутохтони језик и говори шпански језик               | 600      |
| 70  | Становништво у домородачким домаћинствима                                                        | 1519     |
| 71  | Становништво са ограничењима у активностима                                                      | 2571     |
| 72  | Становништво са ограниченим ходањем или кретањем, горе или доле                                  | 1189     |
| 73  | Становници са ограничењима вида, чак и уз кориштење сочива                                       | 908      |
| 74  | Становништво са ограничењима говора, комуникације или конверзације                               | 217      |
| 75  | Становништво са ограниченим слухом                                                               | 195      |
| 76  | Становништво са ограничењима при одевању, купању или јелу                                        | 108      |
| 77  | Становништво са ограничењима у опажању или учењу једноставних ствари                             | 87       |
| 78  | Становништво са менталним ограничењима                                                           | 238      |
| 79  | Становништво без ограничења активности                                                           | 74162    |
| 80  | Становништво од 3 до 5 година које не похађа школу                                               | 1862     |
| 81  | Мушко становништво од 3 до 5 година које не похађа школу                                         | 974      |
| 82  | Женско становништво од 3 до 5 година које не похађа школу                                        | 888      |
| 83  | Становништво од 6 до 11 година које не похађа школу                                              | 201      |
| 84  | Мушко становништво од 6 до 11 година које не похађа школу                                        | 112      |
| 85  | Женско становништво од 6 до 11 година које не похађа школу                                       | 89       |
| 86  | Становништво од 12 до 14 година које не похађа школу                                             | 252      |
| 87  | Мушко становништво од 12 до 14 година које не похађа школу                                       | 138      |
| 88  | Женско становништво од 12 до 14 година које не похађа школу                                      | 114      |
| 89  | Становништво од 15 до 17 година похађа школу                                                     | 3737     |
| 90  | Мушко становништво од 15 до 17 година похађа школу                                               | 1828     |
| 91  | Женско становништво између 15 и 17 година живота у школи                                         | 1909     |
| 92  | Становништво од 18 до 24 године похађа школу                                                     | 3546     |
| 93  | Мушко становништво од 18 до 24 године похађа школу                                               | 1840     |
| 94  | Женско становништво од 18 до 24 године похађа школу                                              | 1706     |
| 95  | Становништво од 8 до 14 година које не може да чита и пише                                       | 170      |
| 96  | Мушко становништво старосног доба од 8 до 14 година које не може да чита и пише                  | 95       |
| 97  | Женско становништво старосног доби од 8 до 14 година које не може да чита и пише                 | 75       |
| 98  | Становништво од 15 година и више које је неписмено                                               | 1889     |
| 99  | Мушко становништво од 15 година и више које је неписмено                                         | 698      |
| 100 | Женско становништво од 15 година и више које је неписмено                                        | 1191     |
| 101 | Становништво старо 15 и више година без школовања                                                | 2822     |
| 102 | Мушко становништво старо 15 и више година без школовања                                          | 1087     |
| 103 | Женско становништво старо 15 и више година без школовања                                         | 1735     |
| 104 | Становништво старосног доба 15 и више година са непотпуним основним образовањем                  | 3679     |
| 105 | Мушко становништво старосног доба од 15 година и више са непотпуном основним образовањем         | 1544     |
| 106 | Женско становништво старосног доба 15 и више година са непотпуном основним образовањем           | 2135     |
| 107 | Становништво старо 15 и више година са комплетним основним образовањем                           | 6045     |
| 108 | Мушко становништво старо 15 година и више са комплетним основним образовањем                     | 2677     |
| 109 | Женско становништво старо 15 и више година са комплетним основним образовањем                    | 3368     |
| 110 | Становништво старосног доба 15 и више година са непотпуним средњим образовањем                   | 2977     |
| 111 | Мушко становништво старосног доба од 15 година и више са непотпуним средњим образовањем          | 1570     |
| 112 | Женско становништво старосног доба од 15 година и више са непотпуним средњим образовањем         | 1407     |
| 113 | Становништво старо 15 и више година са пуним секундарном образовањем                             | 11651    |
| 114 | Мушко становништво старосног доба од 15 година и више са пуним секундарном образовањем           | 5758     |
| 115 | Женско становништво старосног доба од 15 година и више са пуним секундарном образовањем          | 5893     |
| 116 | Становништво старије од 18 година са постосновним образовањем                                    | 24989    |
| 117 | Мушко становништво старије од 18 година са постосновним образовањем                              | 13061    |
| 118 | Женско становништво старије од 18 година са постосновним образовањем                             | 11928    |
| 119 | Просечна оцена школовања                                                                         | 9.94     |
| 120 | Просечан ниво образовања мушке популације                                                        | 10.32    |
| 121 | Просечан ниво образовања женског становништва                                                    | 9.59     |
| 122 | Економски активно становништво                                                                   | 33979    |
| 123 | Економски активна мушка популација                                                               | 21879    |
| 124 | Економски активна женска популација                                                              | 12100    |
| 125 | Становништво које није економски активно                                                         | 25021    |
| 126 | Мушко становништво које није економски активно                                                   | 7168     |
| 127 | Женско становништво које није економски активно                                                  | 17853    |
| 128 | Запослено становништво                                                                           | 32702    |
| 129 | Запослено мушко становништво                                                                     | 20862    |
| 130 | Запослено женско становништво                                                                    | 11840    |
| 131 | Незапослена популација                                                                           | 1277     |
| 132 | Незапослена мушка популација                                                                     | 1017     |
| 133 | Незапослена женска популација                                                                    | 260      |
| 134 | Становништво без права на здравствене услуге                                                     | 17680    |
| 135 | Становништво које има право на здравствене услуге                                                | 59300    |
| 136 | Становништво које има право на ИМСС                                                              | 42967    |
| 137 | Становништво које има право на социјално осигурање                                               | 5939     |
| 138 | Становништво које има право на државно социјално осигурање                                       | 130      |
| 139 | Становништво које има право на опште осигурање или здравствено осигурање за нову генерацију      | 5643     |
| 140 | Становништво које је било једном или није било у браку током 12 година и више                    | 19934    |
| 141 | Венчано или уједињено становништво од 12 година и више                                           | 33829    |
| 142 | Становништво које је било у браку или уједињено 12 година и више                                 | 5357     |
| 143 | Становништво са католичком религијом                                                             | 63130    |
| 144 | Протестанти, еванђелисти и библијски следбеници различити од еванђелиста                         | 8143     |
| 145 | Становништво са другим религијама различитим од претходних                                       | 25       |
| 146 | Становништво без религије                                                                        | 4719     |
| 147 | Укупно пописаних домаћинства                                                                     | 21222    |
| 148 | Пописна домаћинства на челу са мушкарцима                                                        | 16165    |
| 149 | Пописна домаћинства на челу са женама                                                            | 5057     |
| 150 | Становништво у пописним домаћинствима                                                            | 76983    |
| 151 | Становништво у пописним домаћинствима на челу са мушкарцима                                      | 60377    |
| 152 | Становништво у пописним домаћинствима на челу са женама                                          | 16606    |
| 153 | Укупно домаћинстава                                                                              | 25143    |
| 154 | Укупно насељених домаћинстава                                                                    | 21929    |
| 155 | Укупно приватних кућа                                                                            | 24436    |
| 156 | Насељени приватни домови                                                                         | 21222    |
| 157 | Укупно насељених приватних кућа                                                                  | 21923    |
| 158 | Ненасељене приватне куће                                                                         | 2441     |
| 159 | Појединачна домаћинства за привремену употребу                                                   | 773      |
| 160 | Становници у насељеним приватним кућама                                                          | 76983    |
| 161 | Насељеност станара у приватним становима                                                         | 3.63     |
| 162 | Просечно становника по соби у приватним насељеним домаћинствима                                  | 1        |
| 163 | Појединачна домаћинства са подовима од различитих материјала од земље                            | 20351    |
| 164 | Појединачна домаћинства у приземљу                                                               | 744      |
| 165 | Појединачна домаћинства са једном спаваћом собом                                                 | 7074     |
| 166 | Појединачна домаћинства са две спаваће собе и више                                               | 14051    |
| 167 | Појединачна домаћинства са једним собом                                                          | 2323     |
| 168 | Појединачна домаћинства са две собе                                                              | 2523     |
| 169 | Појединачна домаћинства са 3 собе и више                                                         | 16257    |
| 170 | Појединачна домаћинства која имају електрично светло                                             | 21064    |
| 171 | Појединачна домаћинства која немају електрично светло                                            | 90       |
| 172 | Појединачна домаћинства која имају водоводну воду у стамбеном простору                           | 20291    |
| 173 | Појединачна домаћинства која немају водоводну воду у стамбеном простору                          | 804      |
| 174 | Појединачна домаћинства која имају тоалет                                                        | 20933    |
| 175 | Појединачна домаћинства која имају канализацију                                                  | 20896    |
| 176 | Појединачна домаћинства која немају канализацију                                                 | 184      |
| 177 | Појединачна домаћинства која имају електрично светло, довод воде из јавне мреже и канализацију   | 20181    |
| 178 | Појединачна домаћинства без икаквих услова                                                       | 125      |
| 179 | Појединачна домаћинства која имају радио                                                         | 15430    |
| 180 | Појединачна домаћинства која имају телевизор                                                     | 20500    |
| 181 | Појединачна домаћинства која имају фрижидер                                                      | 19814    |
| 182 | Појединачна домаћинства која имају машину за веш                                                 | 16951    |
| 183 | Појединачна домаћинства која имају аутомобил или комби                                           | 11155    |
| 184 | Појединачна домаћинства која имају рачунар                                                       | 8954     |
| 185 | Појединачна домаћинства која имају фиксну телефонску линију                                      | 8726     |
| 186 | Појединачна домаћинства која имају мобилни телефон                                               | 18533    |
| 187 | Појединачна домаћинства која имају приступ интернету                                             | 6398     |
| 188 | Величина локације                                                                                | 10       |